# Fédération française de rugby à XIII
Ne doit pas être confondu avec Fédération française de rugby.
Pour les articles homonymes, voir FFR.
La Fédération française de rugby à XIII (FFR XIII) est une association française loi de 1901 fondée le 6 avril 1934 sous le nom « Ligue Française de rugby à XIII ». Elle regroupe les clubs de rugby à XIII de France et organise les compétitions nationales et les matchs internationaux de la sélection française, ainsi que le rugby à XIII fauteuil, le rugby à VII, le rugby à IX et toute autre pratique dérivée des règles initiales du rugby à XIII.
Au cours de son histoire, la Fédération fut dissoute le 19 décembre 1941 par le régime de Vichy sous la pression de plusieurs éminences de la Fédération française de rugby avant de reprendre ses activités le 17 septembre 1944 sous le nom dans un premier temps de « Fédération française de jeu à XIII » puis dans un deuxième temps de « Fédération française de rugby à XIII » à la suite d'une décision du 4 juin 1993 de la Cour de cassation après une action judiciaire de la Fédération française de rugby d'interdire l'utilisation du terme « rugby ».
La Fédération est affiliée, initiatrice et membre fondatrice de la Rugby League International Federation créé le 25 janvier 1948 à Bordeaux et de la Rugby League European Federation créé le 1er janvier 2003.

## Histoire

### 1934-1941: De sa création à sa dissolution
Cette fédération est fondée le 6 avril 1934 sous le nom de Ligue Française de Rugby à XIII  (LFR XIII).
Elle fut fondée par un groupe d'hommes enthousiasmés par ce nouveau sport (match de démonstration Angleterre contre Australie du 31 décembre 1933 à Paris, tournée d'initiation de mars 1934 des Pionniers dit « les Galia Boys » en Angleterre) et aiguillonnés, coachés par Victor Breyer (journaliste et directeur du journal sportif l'Echo des Sports).
 
Elle est le résultat de l'initiative d'une vingtaine d'hommes pour promouvoir une idée (rugby à XIII) et ayant un but commun (c.-à-d. implantation et développement du rugby à XIII en France) d'où l'utilisation du mot adéquat Ligue mais elle n'est pas le regroupement de dirigeants de clubs  (c’est-à-dire une Fédération ou une Union) car, après le match de démonstration Angleterre contre Australie ou après la tournée d'initiation des Pionniers ou après que quelques équipes informelles aient vu le jour au 1er trimestre 1934, aucun club dûment constitué au 5 avril 1934 n’existait en France  (les trois premiers clubs dûment constitué qui adhérèrent à la LFR XIII furent respectivement le SA Tonneinquais du L&G (les 25 et 26 mai 1934), le Quartier Étudiants Club de Paris (les 28 et 29 mai 1934), le SA Villeneuvois du L&G (le 2 juin 1934).
La LFR XIII, ayant déposé ses statuts et son enregistrement effectué à la Préfecture de Police de Paris (P.P.P), avait une autre étape à franchir pour confirmer et officialiser sa validité juridique, l'obtention de l'agrément du Comité national des sports (C.N.S).
En juillet 1934 le C.N.S lui refusa l'agrément au motif qu'elle ne représentait pas un nouveau sport ; pour lui elle était tout simplement une variante du jeu de rugby (en ces années-là, le mot rugby était donc déjà un inavouable concept et terme générique). Malgré le non accord du C.N.S et du fait qu'elle était dûment enregistrée à la P.P.P, la LFR XIII put malgré tout accomplir son objet social.
C'est le 12 janvier 1938, non par Léo Lagrange, ministre de l'Éducation physique du gouvernement C. Chautemps et ardent partisan du sport populaire, de loisir mais non du sport professionnel, mais d'abord et plus particulièrement grâce au Premier ministre Camille Chautemps, qu'elle obtient l'agrément refusé 3 ans et demi plutôt par le C.N.S.
 
Cet agrément obtenu est juridique, gouvernemental et républicain, c'est : Société Agréée par le Gouvernement ou S.A.G. Note importante : à 2 jours près le droit juridique et officiel à la dénomination S.A.G aurait pu ultérieurement ne pas lui être accordé car le gouvernement C. Chautemps démissionna le 14 janvier 1938 (Léo Lagrange conserva toutefois sa fonction de ministre de l'Éducation physique dans le deuxième Gouvernement Léon Blum qui succéda immédiatement au gouvernement C. Chautemps).
Pour la première saison (1934-35), de ce nouveau jeu de rugby importé d'Angleterre par Jean Galia (père -mars/avril 1934- du terme jeu à treize) et ses Pionniers, la LFR XIII compte 10 clubs dits « Pro » (clubs qui dédommagent leurs joueurs pour le temps perdu à s'entraîner et à jouer les matchs du Championnat de France et de la Coupe de France Lord Derby) et 19 clubs strictement amateurs. Au cours des saisons suivantes de nouveaux clubs adhérent à la LFR XIII et au néo-rugby (le Rugby à XIII) mais il arrive aussi que certains ne renouvellent pas leur adhésion à la LFR XIII et au néo-rugby. Pour la saison 1939-40, la LFR XIII comptait 13 clubs Nationaux et de 142 à 146 clubs strictement amateurs, soit au total de 155 à 159.
L'air malsain du 2e semestre 1939 poursuit ses ravages et, le 15 octobre 1940, la LFR XIII adresse à tous ses clubs le communiqué officiel suivant : "Toutes les compétitions de la Ligue sont annulées… Il est recommandé de jouer dès dimanche au Rugby à XV".
Certains clubs de rugby à XIII fusionneront avec le club du jeu à XV de leur ville (exemple: RC Roanne), d'autres créeront une nouvelle association sportive de rugby à XV avec le club de jeu à XV de leur ville (exemple: RC Albi). Par ailleurs autant les clubs de rugby à XV sont satisfaits de la disparition du rival, autant certains d'entre eux n'hésitent pas à rejeter l'intégration en leur sein des ex-joueurs et ex-dirigeants du Rugby à XIII ; ce dernier fait amènera, le 21 mai 1941, l'ex-secrétaire de la commission centrale du rugby à XIII amateur (monsieur Darmaillac) à intervenir auprès du ministre de l'Éducation Nationale Commissariat aux Sports et, d'autre part, ce fait amènera aussi certains ex-clubs du rugby à XIII à se transformer en clubs de rugby à XV (exemples : XIII Catalan devient RC Catalan XV, Toulouse Olympique devient Toulouse Olympique XV, SA Villeneuve devient US Villeneuve XV, RC Carpentras devient RC Carpentras XV...).
Elle est dissoute par le régime de Vichy qui interdit la pratique du rugby à XIII le 19 décembre 1941 (Journal Officiel de l’État Français du 27 décembre 1941) ; interdiction réalisée sous la pression de plusieurs éminences de la FFR et plus particulièrement sous la pression de celles souscrivant pleinement aux chantres de l'idéologie du régime de Vichy. Des politiciens vichystes sont aussi responsables de la dissolution et très certainement aussi le régime nazi dirigeant l'Allemagne et l'Europe continentale depuis Berlin. Cette période de l'histoire a fait l'objet d'un ouvrage « le rugby interdit » écrit par Mike Rylance, professeur de français à Wakefield et journaliste au magazine Rugby League World.

### 1944: Recréation de la fédération
Alors que la Libération de la France est en cours, la ligue française de rugby à XIII reprend ses activités dès le 17 septembre 1944 à Toulouse : ses clubs invités sont obligés de pratiquer le jeu à XV durant les années fin 1940 à juin 1944 (pour protéger autant que faire se peut leurs biens) reviennent en grand nombre dans la LFR XIII, les supporters du néo rugby reviennent aussi par milliers.  Mais des biens de toute nature ont disparu, ceux de la Ligue à Paris et à Bordeaux, ceux des ligues régionales et aussi dans les clubs: ils ont été saisis par le régime de Vichy et sa révolution nationale ou volés ou parfois ils pourraient aussi avoir été partiellement dévolus au rugby à XV.
Mais, sous la pression du rugby à XV (1er Protocole LFR XIII/République/FFR XV du 10 juillet 1947) et pour obtenir l'agrément définitif de la République Française, la LFR XIII est, à son Congrès d'Arcachon (2, 3, 4 juillet 1948), dans l'obligation de prendre un nouveau nom : Fédération Française de Jeu à XIII (registre des délibérations et statuts furent déposés à la Préfecture de la Gironde le 24 juillet 1948). Le terme générique rugby est confisqué par les tenants du XV, mais aussi par le fait que la LFR XIII (puis la FFJ XIII) n'a pas créé l'association loi de 1901 « Ligue de Rugby à XIII » prévue et stipulée au protocole du 10 juillet 1947 pour gérer et contrôler la Division nationale, préférant le faire via une commission interne de la fédération.
C'est par la suppression de son agrément de 1946 et par l'octroi d'un nouvel agrément publié au Journal Officiel du 22 avril 1949 que la LFR XIII (ordonnance et arrêtés 1945, 1946, 1949) est alors devenue la Fédération Française de Jeu à XIII (fédération régissant un sport amateur) et   ...a.) qu'elle (même si elle en a pas le nom) peut alors continuer à faire partie des sports reconnus en France, etc. b.) que le Rugby à XIII (même s'il en a pas le nom et bien que la République lui donne la possibilité de le conserver pour officiellement régir son 2e champ d'activité et de pratique c'est-à-dire le sport semi-professionnel ou professionnel (sa Division nationale): cf. protocole 10 juillet 1947) peut alors continuer à faire partie des sports pratiqués et reconnus en France.
La flamme et la passion « Rugby à XIII » n'ayant jamais disparu dans la tête des dirigeants (comme ce fut le cas lors du Congrès de 1968 : tentative avortée de reprise des noms « Rugby à XIII » et, « Fédération Française de Rugby à XIII ») :
- Après une guerre judiciaire engagée par la FFR en 1985, le 4 juin 1993 la justice française, dans son ultime arrêt pris par la Cour de cassation, donne finalement raison aux treizistes français ; cet arrêt permet au jeu de rugby français à 13 joueurs de retrouver son nom originel de 1934 : « Rugby à XIII » et à la fédération le régissant de reprendre son nom originel de 1934 : « Fédération (ex Ligue) Française de Rugby à XIII ». En conséquence, le 26 janvier 1994 le Journal Officiel de la République française nous rappelle et certifie que la Fédération française de rugby à XIII a délégation de la République pour gérer le rugby à XIII en France.
- Mais, avant l'ultime arrêt de la Cour de cassation (4.06.1993), il y eut aussi, au motif pour la FFR -demanderesse- que la FFJ XIII utilisait le mot rugby dans sa nouvelle dénomination de FFR XIII prise à son Congrès de la Grande Motte du 29 juin 1985 -J.O. du 21.08.1985-, l'arrêt du Tribunal de Grande Instance de Paris du 29 septembre 1987 reconnaissant que le mot rugby est un terme générique, qu'il ne peut lui être attribué un monopole quant à son utilisation et, recommandant à la FFJ XIII la dénomination sociale Fédération de Rugby à XIII. En conséquence, à son assemblée générale extraordinaire du 24 janvier 1988 à Avignon, la FFJ XIII prit la dénomination de Fédération de Rugby à XIII -FR XIII- ; dans son arrêté du 2 août 1989 - J.O. du 17 novembre 1989 -, accordant délégation aux fédérations sportives, l'État (le déléguant) stipula donc la FR XIII comme fédération délégataire.
- Et d'autre part, avant la décision définitive de la Cour de cassation (4.06.1993), le Conseil d'État dans son arrêt du 31 mars[4] de 1989 (statuant au contentieux) avait aussi annulé, pour erreur de droit, l'arrêté du ministre de la jeunesse et des sports daté du 31 décembre 1985 accordant à la Fédération française de Jeu à XIII la délégation prévue à l'article 17 de la loi du 16 juillet 1984.

Le rugby à XIII français, bien que ne répondant pas totalement à 3 critères, fait partie des disciplines sportives reconnues de Haut Niveau
La FFR XIII est cofondatrice de :
- l'International Rugby League Board (25 janvier 1948 à Bordeaux) [6] renommé depuis 1999, Rugby League International Federation.
- la Rugby League European Federation (mai 2003 à Paris)[7]

La FFR XIII est fondatrice de la Coupe du monde de rugby à XIII, projet lancé en 1951 et dont la 1re réalisation fut effectuée en France en 1954.

### Les élections
Claude Devernois accède le 7 mai 1955 à la tête de la Fédération française de rugby à XIII après en avoir été le vice-président chargé du volet financier avec comme réussite l'organisation de la première Coupe du monde en 1954 au cours de laquelle la France parvient en finale. Il succède donc à Paul Barrière, démissionnaire, pour y poursuivre son travail.
En juin 1964, Claudius Devernois est réélu à la tête de la fédération lors du congrès d'Avignon mais démissionne en octobre 1964 tout en restant au comité directeur fédéral. Le Docteur Raphaël Joué, de Perpignan, est élu président le 5 décembre 1964 à Perpignan accompagné du vice-président Jean Maury, président de la Chambre des notaires de Lot-et-Garonne et pionnier du rugby à XIII au côté de Jean Galia à Villeneuve-sur-Lot.
En juin 1967, Pierre Garrouste (Carcassonne), élu à l'unanimité, succède au Docteur Joué lors du congrès de la fédération à Toulouse. Le nombre des membres du bureau passe de 18 membres à 24 membres.
En décembre 1968, Maurice Tardy, Ligue de Paris, prend les rênes de la fédération lors du congrès de Lézignan. Lors de ce vote, Pierre Garrouste, seul candidat, se voit renouveler un mandat mais pas son secrétaire général sortant, Jacques Reynes. Garrouste décide alors de démissionner par solidarité de ses fonctions, et de ne plus se représenter. Finalement, en fin de soirée, Maurice Tardy est élu à l'unanimité et nomme le 5 janvier 1969 Jean Barrès au poste de secrétaire général.
En mai 1981, René Mauries remet sa démission à la suite de la finale annulée du Championnat de France ciblé par des jets de bouteilles vides, des boîtes de converse et des injures lors de son arrivée au stade, Mauries décide de quitter le stade avant qu'une bagarre générale éclate entre les deux équipes. Président depuis 1972, il transmet un communiqué annonçant sa démission : « Après les événements de ces jours derniers et d'aujourd'hui, le désordre et la désobéissance faisant force de loi au sein de la Fédération française de jeu à XIII, profondément écœuré, je ne puis continuer à assumer mes fonctions de président. Donc, je remets ma démission ». Jean-Paul Verdaguer, vice-président, est désigné alors président par intérim.
En juin 1984, Jean-Paul Verdaguer se met en retrait de la présidence pour des raisons de santé. Jacques Soppelsa, alors vice-président, est élu. Ce dernier enclenche l'accès judiciaire qui permettra en 1993 au mouvement treiziste de récupérer son titre de « rugby à XIII » après avoir longtemps été nommé « jeu à XIII » par la volonté des dirigeants de rugby à XV.
Jean-Paul Verdaguer reprend la présidence à la suite de l'élection de mai 1987 où il est seul candidat à la suite de la démission de Jacques Soppelsa, objet d'une motion de défiance (134 oui, 4 abstentions pour 138 votants) lors d'une assemblée générale de février 1987. Cette motion est expliquée par les résultats désastreux de l'équipe de France, un déficit de trésorerie de 900 000 francs, des erreurs de gestion et le décès brutal du joueur Jean-François Da Ré.
En 1991, Jean-Paul Verdaguer est candidat en mai 1991 une nouvelle fois mais il est battu par Gilbert Dautant, président de la ligue Aquitaine.
Jean-Paul Ferré prend la présidence en novembre 1993 à la suite du décès du président Gilbert Dautant. Il est réélu en février 1995 avec sa volonté d'appuyer le projet de Jacques Fourroux de mise en place d'un championnat de haut niveau et la création d'une ligue française de rugby à XIII pour gérer France Rugby League, structure professionnelle de Fouroux.
Une élection du président est organisée le 24 mars 2001, Jean-Paul Ferré, président depuis 1993, est élu pour un nouveau mandat. Il bat la liste menée par Guy Troupel avec 60% des voix, Troupel regroupait les présidents de Toulouse, Villeneuve-sur-Lot, Saint-Gaudens, du XIII Catalan et de l'Union treiziste catalane, qui sont les cinq plus gros clubs de rugby à XIII à cette date.
Le 17 juillet 2004 est organisée nouvelle élection à la suite d'une demande de Jean-Paul Ferré d'anticiper son retrait après dix ans de règne longtemps contesté. Nicolas Larrat, avocat, devient président de la fédération à Lézignan succédant à Jean-Paul Ferré. Nicolas Larrat avait démissionné en juin 2003 de son poste de vice-président chargé des clubs d'élite et du haut niveau à la Fédération en vue de cette élection et pour en raison de divergences sur la politique fédérale du haut niveau. Deux listes étaient en liste avec « Agir Innover Rassembler » emmenée par Larrat et une autre menée par Louis Bonnery.
En janvier 2009, Nicolas Larrat, avocat, est confirmé dans son fauteuil de président pour un second mandat où il était seul candidat à Lattes.
L'élection fédérale 2012 pour le renouvellement du poste de président est organisée le 17 novembre 2012 à Carcassonne. Carlos Zalduendo, président du Toulouse olympique XIII, est le seul candidat à se présenter pour prendre la suite de Nicolas Larrat qui n'a pas souhaité poursuivre après deux mandats à la tête de la fédération.
L'élection fédérale 2016 pour le renouvellement du poste de président est organisée le 2 juillet 2016 à Toulouse. Deux listes s'affrontent pour désigner le président autour des candidatures du président sortant Carlos Zalduendo à la tête de « XIII en marche » et Marc Palanques (chef d'entreprise et ancien capitaine de l'équipe de France) menant « XIII Unis ». Palanquès, âgé de 55 ans, devient le quinzième président de la fédération.
L'élection fédérale 2020 pour le renouvellement du poste de président est organisée le 12 décembre 2020. Trois listes s'affrontent pour désigner le seizième président ou présidente autour des candidatures de Fabienne Albert (secrétaire générale en poste) à la tête de « XIII Unis », André Janzac (ancien DTN adjoint) menant « XIII Ensemble » et Luc Lacoste (chef d'entreprise ayant été président de l'USAP) menant « Perspective XIII ». Finalement, c'est Luc Lacoste qui est élu nouveau président.

## Présidents
1. François Cadoret (1934 à 1941)
2. Marcel Laborde (oct. 1944 à 1946)
3. Paul Barrière (1946-7 mai 1955)

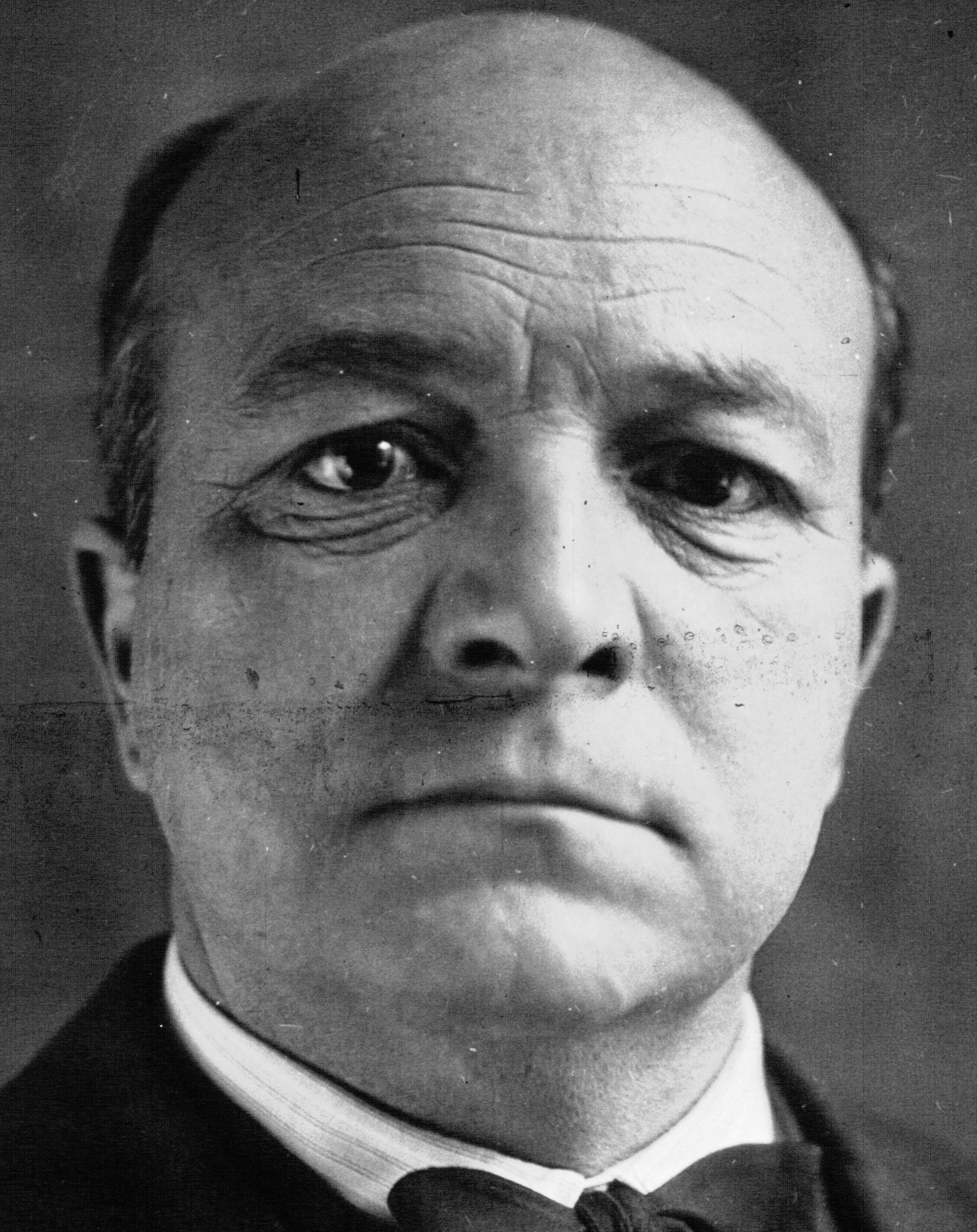
François Cadoret, premier président de la Fédération entre 1934 et 1941.

4. Claude Devernois (7 mai 1955-5 décembre 1964)
5. Raphaël Joué (5 décembre 1964-juin 1967)
6. Pierre Garrouste (juin 1967-décembre 1968)
7. Maurice Tardy (décembre 1968-1971)
8. René Mauries (1971-mai 1981)
9. Jean-Paul Verdaguer (mai 1981-juin 1984)
10. Jacques Soppelsa (juin 1984-mai 1987 )
11. Jean-Paul Verdaguer (mai 1987 -mai 1991 )
12. Gilbert Dautant (mai 1991 -15 novembre 1993)
13. Jean-Paul Ferré (novembre 1993-17 juillet 2004)
14. Nicolas Larrat (17 juillet 2004-17 novembre 2012)
15. Charles Zalduendo (17 novembre 2012-2 juillet 2016)
16. Marc Palanques (2 juillet 2016-21 décembre 2020)
17. Luc Lacoste (21 décembre 2020-28 juin 2023)
18. Dominique Baloup (9 septembre 2023-)

## Direction technique nationale
La direction technique nationale, par l’intermédiaire de son directeur, définit une politique technique pour l’ensemble du rugby à XIII, qui est mise en place et animée par les entraîneurs nationaux (une dizaine environ) et les cadres techniques régionaux. Cela concerne les équipes nationales,  le rugby d’élite, le rugby à XIII amateur, le rugby fauteuil  et la formation des éducateurs.
La direction technique nationale est donc animée par « un agent de l'État, placé par le Ministre auprès d’une fédération sportive agréée, après avis du président de cette fédération » et qui a pour mission « de concourir à la définition de la politique sportive fédérale, de veiller à sa mise en œuvre et de contribuer à son évaluation ».
Les directeurs de la direction technique nationale :
- 1960 à 1978 Antoine Jimenez[29]
- 1979 à 2002 Louis Bonnery[30],[31]
- 2002 à 2008 Jean-Eric Ducuing[32]
- 2008 à 2009 André Janzac (Interim)[32]
- 2009 -2016  Patrick Pedrazzani[33],[34]
- 2016 -2018 Patrice Rodriguez[35]
- Depuis 2018 : Jacques Pla[36],[37],[38]

## Siège social
Au cours de son histoire, et mis à part à certaines époques, la FFR XIII s'efforce d'avoir son siège social à Paris, près du siège des médias nationaux.
Elle y renonce finalement au cours des années 2010, pour installer son siège à Carcassonne, un fief treiziste.
- LFR XIII
  - 6 avril 1934 : 47 rue du Faubourg-Montmartre, 75009 Paris,
  - 8 août 1936 au 30/31 décembre 1941 : 24 rue Drouot 75009 Paris. Il ne faut surtout pas oublier que durant le cataclysme de Juin 1940 et la débâcle, l’exode qu’il provoqua, la LFR XIII avait déplacé son siège national du 24 rue Drouot, Paris au siège national de sa Commission centrale du rugby à XIII amateur sis, depuis 1935, à Bordeaux (25 rue des Piliers de Tutelle & 5 cours de l'Intendance); puis la région bordelaise passant en zone occupée ce fut ensuite sur Toulouse en zone libre.
  - Octobre 1944 : ... 31000 Toulouse.
- LFR XIII  [FFJ XIII (officieusement par les nouveaux statuts internes déposés à la Préfecture de la Gironde le 24 juillet 1948)]
  - Août 1947 : 5 cours de l'Intendance, 33000 Bordeaux.
- FFJ XIII  (officiellement par publication le 22 avril 1949 au Journal Officiel de la République française (J.O.))
  - 25 avril 1949 : 5 cours de l'Intendance, 33000 Bordeaux,
  - 1958 : 11 rue Marbeuf, 75008 Paris,
  - 1964 : 146 rue Montmartre, 75002 Paris,
  - 1969 : 400 rue Saint-Honoré, 75001 Paris,
  - 11 décembre 1975 : 14 rue Sainte-Anne, 75001 Paris,
  - 2 septembre 1977 : 29 rue Coquillière, 75001 Paris,
  - 1er septembre 1982 : 7 rue Jules-Breton, 75013 Paris.
  - 1er août 1989 : 30 rue de l'Échiquier, 75010 Paris.
- FR XIII  [par arrêt du Tribunal de Grande Instance de Paris le 29 septembre 1987, la FFJ XIII  peut utiliser le mot générique rugby et peut prendre la dénomination de Fédération de Rugby à XIII ; Dans son arrêté du 2 août 1989 - J.O. du 17 novembre 1989 -, accordant délégation aux fédérations sportives, l'État (le déléguant) stipule la FR XIII comme fédération délégataire]
  - 20 novembre 1989 : 30 rue de l'Echiquier, 75010 Paris.
- FFR XIII  (à la suite de l'arrêt de la Cour de cassation du 4 juin 1993)
  - 7 juin 1993 : 30 rue de l’Échiquier, 75010 Paris,
  - années 2010 : 46 route Minervoise, 11000 Carcassonne.

## Publications
En dehors des traditionnelles communications institutionnelles, la Fédération de Rugby à XIII a souvent été amenée à être son propre média pour pallier la sous-médiatisation qui frappe son sport , surtout dans les médias nationaux.
Elle crée ainsi fin des années 70,  son propre magazine « Treize Magazine », diffusé principalement par abonnement, disponible alors  sur quelques points de vente, ou transmis gratuitement à tout titulaire d'une licence de la Fédération à XIII. Cette revue présentait l’intérêt de suivre tous les clubs affiliés quelle que soit la région, seuls les clubs situés dans les Pyrénées orientales, dans l'Aude et l'ancienne Région Midi-Pyrénées étant régulièrement suivis par les médias locaux.
En 1984, la fédération célébrait son cinquantenaire d'existence, en sortant un livre commémoratif :  « L'encyclopédie de  Treize Magazine » , rédigé par André Passamar (ancien journaliste de l’Équipe et maire de Villeneuve Tolosane   )  et préfacé par Jean-Paul Verdaguer , ancien président.
Cette revue  disparait en 2004, pour raisons financières, et a ensuite été remplacée bien plus tard par une revue numérique « Rugby à XIII news » disponible gratuitement par téléchargement sur le site«  Boutique » de la Fédération, et la plateforme issuu.
De 2017 à 2020, elle publie à nouveau un magazine « papier »,  Planète XIII , mais elle doit y renoncer pour des raisons financières.
La Fédération dispose également de sa propre page «Facebook » à partir de laquelle elle diffuse parfois, en direct, des matches du championnat via sa webtélé. Elle possède également un compte twitter depuis le mois de mai 2011.